# ヒットマン (2023年の映画)
『ヒットマン』（原題：Hit Man）は、2023年のアメリカ合衆国のブラックコメディ犯罪映画。リチャード・リンクレイターが製作・監督し、主演のグレン・パウエルと共同で脚本を務めた。実話をもとに、囮捜査官として偽の殺し屋に扮することになった大学教授を描いている。2001年にテキサス・マンスリー誌に掲載されたスキップ・ホランズワースによる記事『ヒットマン』を原作としている。
2023年9月5日、第80回ヴェネツィア国際映画祭でプレミア上映された。2024年5月24日にアメリカの一部の劇場で公開された。同年6月7日にNetflixでストリーミング配信され、批評家から絶賛された。

## キャスト
| 役名                   | 俳優                   | 日本語吹替   |
| ---------------------- | ---------------------- | ------------ |
| ゲイリー・ジョンソン   | グレン・パウエル       | 中村悠一     |
| マディソン・マスターズ | アドリア・アルホナ     | 清水理沙     |
| ジャスパー             | オースティン・アメリオ | 花輪英司     |
| クローデット           | レタ                   | 斉藤貴美子   |
| フィル                 | サンジェイ・ラオ       | いとうさとる |
| アリシア               | モリー・バーナード     |              |
| レイ                   | エヴァン・ホルツマン   | 柿田よしくに |

- 日本語吹替版その他出演：玉野井直樹、増田ゆき、木花藍、國府咲月、かどたにまみ、星野佑典、黒田浩一、丸中康司、木内太郎、石井瑞樹、反町有里、大下昌之、今泉葉子、中野さいま、晴一ユウ、夏見涼子、玉井勇輝
- 日本語吹替版制作スタッフ 演出：村田涼、翻訳：おぐちゆり、制作：グロービジョン

## 製作
撮影は2022年10月にニューオーリンズで始まり、同年11月に製作が完了した。

## 公開
2023年9月5日、第80回ヴェネツィア国際映画祭でワールドプレミア上映された。その後、9月11日に2023年トロント国際映画祭（TIFF）で北米プレミア上映された。また、2023年10月6日には2023年BFIロンドン映画祭でも上映された。
NetflixはTIFFで配給権を2000万ドルで獲得し、同映画祭および2023年最大の映画契約となり、劇場公開も計画された
。2024年5月24日に米国の一部の劇場で公開され、2024年6月7日からNetflixでストリーミング配信された。

## 評価
本作は批評家から絶賛された。批評集計サイトRotten Tomatoesでは、297人の批評家のレビューの95%が肯定的で、平均評価は8/10である。同サイトの総評は「一見ダークなスリラーながら笑いもたっぷりの『ヒットマン』は、主演のグレン・パウエルの見事な演技が光る作品であり、リチャード・リンクレイターのキャリアの中でも最も純粋に面白い映画の1つである」となっている。加重平均を用いるMetacriticは、55人の批評家に基づいて100点満点中82点を付けた。